# Suomen Jääkiekkoliitto
Suomen Jääkiekkoliitto ist der Finnische Eishockeyverband und Dachverband des finnischen Eishockeysports, der mit über 200.000 Aktiven die beliebteste Sportart des Landes ist. Im Verband selbst besitzen über 70.000 Spieler, davon 6.963 Frauen und Mädchen, eine Lizenz. Sie spielen in 356 Vereinen und über 2.500 Mannschaften.(Stand: Sept. 2023) 2017 waren noch über 72.000 lizenzierte Spieler und Spielerinnen aus 430 Vereinen und über 3000 Mannschaften gezählt worden. Auf internationaler Ebene repräsentiert die finnische Eishockeynationalmannschaft der Männer und Frauen den Verband, dessen derzeitiger Präsident Harri Nummela ist.
Suomen Jääkiekkoliitto entstand am 20. Januar 1929 aus einem Zusammenschluss von 17 finnischen Vereinen. Bereits ein Jahr zuvor wurde Finnland am 10. Februar 1928 in die Internationale Eishockey-Föderation (IIHF) aufgenommen.
Der Verband war Ausrichter zahlreicher Eishockey-Weltmeisterschaften der Herren: 1965 in Tampere, 1974 in Helsinki, 1982, 1991, 1997 und 2003. Die Eishockey-WM der Herren 2012 und 2013 wurden gemeinsam mit dem Schwedischen Eishockeyverband veranstaltet. Bei den Frauen war Finnland Austragungsort der A-WM von 1992, 1999 und 2009.